# شيرمان سميث
شيرمان سميث (بالإنجليزية: Sherman Smith)‏ هو لاعب كرة قدم أمريكية أمريكي، ولد في 1 نوفمبر 1954 في يونغزتاون في الولايات المتحدة.

## وصلات خارجية
- شيرمان سميث على موقع مرجع كرة القدم المحترفة.كوم (الإنجليزية)